# Rubidgea
Rubidgea é um gênero de gorgonopsídeo do alto Permiano da África do Sul e da Tanzânia, abrangendo a espécie Rubidgea atrox.

## História da descoberta
O primeiro fóssil de Rubidgea foi descoberto por C. J.M. "Croonie" Kitching, o pai do renomado paleontólogo James Kitching, na fazenda Doornberg fora da pequena cidade Nieu-Bethesda em algum momento da década de 1930. Em um artigo publicado em 1938, Robert Broom nomeou o fóssil Rubidgea kitchingi. Broom observou o grande tamanho do novo fóssil gorgonopsid, afirmando que era uma nova espécie.